# رئیس ستاد دفاع اسپانیا
رئیس ستاد دفاع اسپانیا (انگلیسی: Chief of the Defence Staff) بالاترین مقام نظامی در نیروهای مسلح اسپانیا است، که مشاور اصلی نظامی نخست‌وزیر، وزیر دفاع، شورای دفاع ملی و شورای امنیت ملی این کشور می‌باشد. این جایگاه، چهارمین مرجع نظامی کشور پس از پادشاه اسپانیا، نخست‌وزیر و وزیر دفاع است.
رئیس ستاد دفاع اسپانیا سه نقش مختلف دارد که شامل: پشتیبانی، کمک و مشاوره به نخست‌وزیر و وزیر دفاع در امور نظامی و پشتیبانی از معاون وزیر دفاع در وظایفش بر پرسنل نظامی؛ نقش استراتژیک، به عنوان مسئول رسمی طراحی استراتژی نظامی، هدایت عملیات نظامی و اقدامات برای تضمین آزادی فضای مجازی (با نظارت وزیر)، تعیین نیروهای نظامی برای ماموریت‌ها و صدور دستور به سایر روسای ستاد برای انتصاب فرماندهان جدید و نقش آماده‌سازی، هماهنگی روسای ستاد و صدور دستور به آنها برای آماده‌سازی نیروها، نظارت بر سازماندهی داخلی شاخه‌های مختلف، ایجاد قوانین و مقررات مشترک نیروهای مسلح، تضمین رعایت نظم نظامی، انگیزه کارکنان، رفاه آنها و ایجاد سازماندهی نیروهای مسلح (با هماهنگی سایر روسای ستاد) است.
اگرچه در برخی موقعیت‌های قانونی، روسای ستاد نیروی زمینی، نیروی دریایی و نیروی هوایی به رئیس ستاد دفاع مشاوره می‌دهند، اما آنها مستقیماً به رئیس ستاد دفاع اسپانیا وابسته نیستند، بلکه به وزیر دفاع وابسته‌اند.